# Lista siturilor arheologice din județul Satu Mare - C
Lista siturilor arheologice din județul Satu Mare - C conține toate siturile arheologice din județul Satu Mare înscrise în Repertoriul Arheologic Național (RAN) și aflate în localități al căror nume începe cu litera C. RAN este administrat de Ministerul Culturii și Patrimoniului Național și cuprinde date științifice, cartografice, topografice, imagini și planuri, precum și orice alte informații privitoare la zonele cu potențial arheologic, studiate sau nu, încă existente sau dispărute.
Puteți căuta un sit din localitățile care încep cu litera C folosind formularul de mai jos sau puteți naviga prin toate siturile din județ la Lista siturilor arheologice din județul Satu Mare.
| Cod RAN                                   | Denumire | Localitate                              | Adresă                                   | Datare                                              | Descoperit               | Coordonate                                     | Imagine           | Erori            |
| ----------------------------------------- | --- | --------------------------------------- | ---------------------------------------- | --------------------------------------------------- | ------------------------ | ---------------------------------------------- | ----------------- | ---------------- |
| 136535.02.01 (Cod LMI: SM-I-m-B-05172.06) | Situl arheologic de la Carei - "Bobald" / ansamblu anonim (Categorie: locuire civilă) (Tip: Așezare)                                                                              | municipiul Carei                        | Bobald                                   | Otomani                                             | 1906                     | 47°40′26″N 22°40′13″E / 47.67389°N 22.67028°E  | Încărcați imagine | Raportați eroare |
| 136535.02.02 (Cod LMI: SM-I-m-B-05172.03) | Situl arheologic de la Carei - "Bobald" / ansamblu anonim (Categorie: locuire civilă) (Tip: Așezare)                                                                              | municipiul Carei                        | Bobald                                   | sec. XVI - XVII                                     | 1906                     | 47°40′26″N 22°40′13″E / 47.67389°N 22.67028°E  | Încărcați imagine | Raportați eroare |
| 136535.02.03 (Cod LMI: SM-I-m-B-05172.05) | Situl arheologic de la Carei - "Bobald" / ansamblu anonim (Categorie: locuire civilă) (Tip: Așezare)                                                                              | municipiul Carei                        | Bobald                                   | geto-dacică sec. I î.Chr.                           | 1906                     | 47°40′26″N 22°40′13″E / 47.67389°N 22.67028°E  | Încărcați imagine | Raportați eroare |
| 136535.02.04 (Cod LMI: SM-I-m-B-05172.07) | Situl arheologic de la Carei - "Bobald" / ansamblu anonim (Categorie: locuire civilă) (Tip: Așezare)                                                                              | municipiul Carei                        | Bobald                                   | Tiszapolgár                                         | 1906                     | 47°40′26″N 22°40′13″E / 47.67389°N 22.67028°E  | Încărcați imagine | Raportați eroare |
| 136535.02.05 (Cod LMI: SM-I-s-B-05172)    | Situl arheologic de la Carei - "Bobald" / ansamblu anonim (Categorie: locuire civilă) (Tip: Ruine biserică)                                                                       | municipiul Carei                        | Bobald                                   | sec. XIV-XVI                                        | 1906                     | 47°40′26″N 22°40′13″E / 47.67389°N 22.67028°E  | Încărcați imagine | Raportați eroare |
| 136535.02.06 (Cod LMI: SM-I-s-B-05172)    | Situl arheologic de la Carei - "Bobald" / ansamblu anonim (Categorie: locuire civilă) (Tip: necropola)                                                                            | municipiul Carei                        | Bobald                                   | sec. XIV-XVI                                        | 1906                     | 47°40′26″N 22°40′13″E / 47.67389°N 22.67028°E  | Încărcați imagine | Raportați eroare |
| 136535.02.07 (Cod LMI: SM-I-s-B-05172)    | Situl arheologic de la Carei - "Bobald" / ansamblu anonim (Categorie: locuire civilă) (Tip: Așezare)                                                                              | municipiul Carei                        | Bobald                                   |                                                     | 1906                     | 47°40′26″N 22°40′13″E / 47.67389°N 22.67028°E  | Încărcați imagine | Raportați eroare |
| 137238.02.01                              | Situl arheologic de la Călinești-Oaș - "Dâmbul Sfintei Mării" / ansamblu anonim (Categorie: locuire civilă) (Tip: Așezare)                                                        | sat Călinești-Oaș, comuna Călinești-Oaș | Dâmbul Sfintei Mării                     | Starčevo - Criș - IIIB-IVA                          |                          | 47°54′50″N 23°49′50″E / 47.91389°N 23.83055°E  | Încărcați imagine | Raportați eroare |
| 137238.02.02                              | Situl arheologic de la Călinești-Oaș - "Dâmbul Sfintei Mării" / ansamblu Călinești III (Categorie: locuire civilă) (Tip: Așezare)                                                 | sat Călinești-Oaș, comuna Călinești-Oaș | Dâmbul Sfintei Mării                     | gravettian                                          |                          | 47°54′50″N 23°49′50″E / 47.91389°N 23.83055°E  | Încărcați imagine | Raportați eroare |
| 137238.01.01                              | Situl arheologic de la Călinești-Oaș - "Dealul Hurca" / ansamblu anonim (Categorie: locuire civilă) (Tip: Așezare fortificată)                                                    | sat Călinești-Oaș, comuna Călinești-Oaș | Dealul Hurca                             | Gáva                                                |                          | 47°54′10″N 23°16′15″E / 47.90278°N 23.27083°E  | Încărcați imagine | Raportați eroare |
| 137238.01.02                              | Situl arheologic de la Călinești-Oaș - "Dealul Hurca" / ansamblu anonim (Categorie: locuire civilă) (Tip: Locuire)                                                                | sat Călinești-Oaș, comuna Călinești-Oaș | Dealul Hurca                             | gravettian                                          |                          | 47°54′10″N 23°16′15″E / 47.90278°N 23.27083°E  | Încărcați imagine | Raportați eroare |
| 137309.01.01 (Cod LMI: SM-I-m-B-05176.01) | Situl arheologic de la Căuaș - "Sighetiu" / ansamblu anonim (Categorie: locuire civilă) (Tip: Așezare)                                                                            | sat Căuaș, comuna Căuaș                 | Sighetiu                                 | Gáva                                                |                          | 47°35′18″N 22°30′46″E / 47.58833°N 22.51278°E  | Încărcați imagine | Raportați eroare |
| 137309.01.02 (Cod LMI: SM-I-s-B-05176)    | Situl arheologic de la Căuaș - "Sighetiu" / ansamblu anonim (Categorie: locuire civilă) (Tip: Așezare)                                                                            | sat Căuaș, comuna Căuaș                 | Sighetiu                                 |                                                     |                          | 47°35′18″N 22°30′46″E / 47.58833°N 22.51278°E  | Încărcați imagine | Raportați eroare |
| 137309.01.03 (Cod LMI: SM-I-m-B-05176.02) | Situl arheologic de la Căuaș - "Sighetiu" / ansamblu anonim (Categorie: locuire civilă) (Tip: Așezare)                                                                            | sat Căuaș, comuna Căuaș                 | Sighetiu                                 |                                                     |                          | 47°35′18″N 22°30′46″E / 47.58833°N 22.51278°E  | Încărcați imagine | Raportați eroare |
| 136562.01.01 (Cod LMI: SM-I-s-B-05175)    | Așezarea Otomani de la Căpleni - "La Cetate" / ansamblu Cetatea de la Căpleni (Categorie: locuire civilă) (Tip: Cetate)                                                           | sat Căpleni, comuna Căpleni             | La Cetate                                | Otomani                                             |                          |                                                | Încărcați imagine | Raportați eroare |
| 138798.01.01 (Cod LMI: SM-I-s-A-05177)    | Așezarea din epoca bronzului de la Chegea - "La Cetate" / ansamblu Cetatea de la Chegea (Categorie: locuire civilă) (Tip: Cetate)                                                 | sat Chegea, comuna Săcășeni             | La Cetate                                |                                                     |                          |                                                | Încărcați imagine | Raportați eroare |
| 137513.01.01 (Cod LMI: SM-I-s-B-05178)    | Cetatea medievală de la Crucișor - "Dealu Pinții" / ansamblu Cetatea de la Crucișor (Categorie: locuire) (Tip: Cetate de pământ)                                                  | sat Crucișor, comuna Crucișor           | Dealu Pinții                             | sec. XI - XII                                       |                          |                                                | Încărcați imagine | Raportați eroare |
| 137559.01.01 (Cod LMI: SM-I-s-B-05179)    | Așezarea din epoca bronzului de la Culciu Mare - "Sub grădini" / ansamblu anonim (Categorie: locuire civilă) (Tip: Așezare)                                                       | sat Culciu Mare, comuna Culciu          | Sub grădini                              | Suciu de Sus                                        |                          |                                                | Încărcați imagine | Raportați eroare |
| 137595.01.01 (Cod LMI: SM-I-m-B-05180.03) | Situl arheologic de la Culciu Mic - "La gropi de siloz" / ansamblu anonim (Categorie: locuire civilă) (Tip: Așezare)                                                              | sat Culciu Mic, comuna Culciu           | La gropi de siloz                        | Suciu de Sus                                        |                          |                                                | Încărcați imagine | Raportați eroare |
| 137595.01.02 (Cod LMI: SM-I-m-B-05180.02) | Situl arheologic de la Culciu Mic - "La gropi de siloz" / ansamblu anonim (Categorie: locuire civilă) (Tip: Așezare)                                                              | sat Culciu Mic, comuna Culciu           | La gropi de siloz                        | sec. II - IV                                        |                          |                                                | Încărcați imagine | Raportați eroare |
| 137595.01.03 (Cod LMI: SM-I-m-B-05180.01) | Situl arheologic de la Culciu Mic - "La gropi de siloz" / ansamblu anonim (Categorie: locuire civilă) (Tip: Așezare)                                                              | sat Culciu Mic, comuna Culciu           | La gropi de siloz                        | sec. VIII - IX                                      |                          |                                                | Încărcați imagine | Raportați eroare |
| 136535.01.04 (Cod LMI: SM-I-s-B-05173)    | Situl arheologic de la Carei - "Cozard" / ansamblu anonim (Categorie: locuire civilă) (Tip: așezare)                                                                              | municipiul Carei                        | Cozard                                   | Herpaly                                             |                          |                                                | Încărcați imagine | Raportați eroare |
| 136535.01.05 (Cod LMI: SM-I-s-B-05173)    | Situl arheologic de la Carei - "Cozard" / ansamblu anonim (Categorie: locuire civilă) (Tip: necropola de inhumație)                                                               | municipiul Carei                        | Cozard                                   | gepidică                                            |                          |                                                | Încărcați imagine | Raportați eroare |
| 136535.01.01 (Cod LMI: SM-I-m-B-05173.02) | Situl arheologic de la Carei - "Cozard" / ansamblu anonim (Categorie: locuire civilă) (Tip: Așezare)                                                                              | municipiul Carei                        | Cozard                                   | Tiszapolgár                                         |                          |                                                | Încărcați imagine | Raportați eroare |
| 136535.01.02 (Cod LMI: SM-I-s-B-05173)    | Situl arheologic de la Carei - "Cozard" / ansamblu anonim (Categorie: locuire civilă) (Tip: Așezare)                                                                              | municipiul Carei                        | Cozard                                   | geto-dacică                                         |                          |                                                | Încărcați imagine | Raportați eroare |
| 136535.01.03 (Cod LMI: SM-I-m-B-05173.01) | Situl arheologic de la Carei - "Cozard" / ansamblu anonim (Categorie: locuire civilă) (Tip: Așezare)                                                                              | municipiul Carei                        | Cozard                                   | sec. XIV-XV                                         |                          |                                                | Încărcați imagine | Raportați eroare |
| 137372.01.01                              | Așezarea de epoca bronzului de la Cehăluț - Telek / ansamblu anonim (Categorie: locuire civilă) (Tip: Așezare)                                                                    | sat Cehăluț, comuna Cehal               | Telek                                    | Hajdubagos                                          |                          | 47°25′08″N 22°34′49″E / 47.41889°N 22.58028°E  | Încărcați imagine | Raportați eroare |
| 137372.02.01                              | Situl arheologic de la Cehăluț - "Valea Cânepei" / ansamblu anonim (Categorie: locuire civilă) (Tip: Așezare)                                                                     | sat Cehăluț, comuna Cehal               | Valea cânepei                            | Hajdubagos                                          |                          | 47°25′30″N 22°32′00″E / 47.425°N 22.53333°E    | Încărcați imagine | Raportați eroare |
| 137372.02.02                              | Situl arheologic de la Cehăluț - "Valea Cânepei" / ansamblu anonim (Categorie: locuire civilă) (Tip: Așezare)                                                                     | sat Cehăluț, comuna Cehal               | Valea cânepei                            | dacilor liberi sec. II-IV                           |                          | 47°25′30″N 22°32′00″E / 47.425°N 22.53333°E    | Încărcați imagine | Raportați eroare |
| 137372.02.03                              | Situl arheologic de la Cehăluț - "Valea Cânepei" / ansamblu anonim (Categorie: locuire civilă) (Tip: Așezare)                                                                     | sat Cehăluț, comuna Cehal               | Valea cânepei                            | Przeworsk                                           |                          | 47°25′30″N 22°32′00″E / 47.425°N 22.53333°E    | Încărcați imagine | Raportați eroare |
| 137372.03.01                              | Așezarea neolitică de la Cehăluț - "zona cimitirului" / ansamblu anonim (Categorie: locuire civilă) (Tip: Așezare)                                                                | sat Cehăluț, comuna Cehal               | zona cimitirului                         | Starčevo - Criș                                     |                          | 47°25′50″N 22°32′26″E / 47.43056°N 22.54056°E  | Încărcați imagine | Raportați eroare |
| 137372.04.01                              | Așezarea medievală de la Cehăluț - "Kovacsmal" / ansamblu anonim (Categorie: locuire civilă) (Tip: Așezare)                                                                       | sat Cehăluț, comuna Cehal               | Kovacsmal                                | Sec. XIII-XV                                        |                          | 47°25′50″N 22°33′15″E / 47.43056°N 22.55417°E  | Încărcați imagine | Raportați eroare |
| 137238.03.01                              | Așezarea paleolitică de la Călinești-Oaș - "Bocoghița" / ansamblu Călinești I (Categorie: locuire civilă) (Tip: Așezare)                                                          | sat Călinești-Oaș, comuna Călinești-Oaș | Bocoghița                                | Aurignacian                                         |                          |                                                | Încărcați imagine | Raportați eroare |
| 137238.03.02                              | Așezarea paleolitică de la Călinești-Oaș - "Bocoghița" / ansamblu Călinești I (Categorie: locuire civilă) (Tip: Așezare)                                                          | sat Călinești-Oaș, comuna Călinești-Oaș | Bocoghița                                | gravettian                                          |                          |                                                | Încărcați imagine | Raportați eroare |
| 137238.04.01                              | Așezarea paleolitică de la Călinești-Oaș - "Cremenari" / ansamblu Călinești II (Categorie: locuire civilă) (Tip: Așezare)                                                         | sat Călinești-Oaș, comuna Călinești-Oaș | Cremenari                                | Aurignacian                                         |                          |                                                | Încărcați imagine | Raportați eroare |
| 137238.05.01                              | Așezarea paleolitică de la Călinești-Oaș - "Lichihorb" / ansamblu Călinești IV (Categorie: locuire civilă) (Tip: Așezare)                                                         | sat Călinești-Oaș, comuna Călinești-Oaș | Lichihorb                                | gravettian                                          |                          |                                                | Încărcați imagine | Raportați eroare |
| 138690.02.01                              | Situl arheologic de la Ciumești - "Vatra Satului" / ansamblu anonim (Categorie: locuire civilă) (Tip: Așezare)                                                                    | sat Ciumești, comuna Ciumești           | Vatra satului                            | Gáva                                                |                          |                                                | Încărcați imagine | Raportați eroare |
| 138690.02.02                              | Situl arheologic de la Ciumești - "Vatra Satului" / ansamblu anonim (Categorie: locuire civilă) (Tip: Așezare)                                                                    | sat Ciumești, comuna Ciumești           | Vatra satului                            | Starčevo - Criș                                     |                          |                                                | Încărcați imagine | Raportați eroare |
| 136571.02.05                              | Situl arheologic de la Cămin - "Malul Crasnei" / ansamblu anonim (Categorie: locuire) (Tip: așezare)                                                                              | sat Cămin, comuna Cămin                 | Malul Crasnei                            | Celtică sec. II a. Chr                              |                          |                                                | Încărcați imagine | Raportați eroare |
| 136571.02.05                              | Situl arheologic de la Cămin - "Malul Crasnei" / complex anonim (Categorie: locuire) (Tip: locuință)                                                                              | sat Cămin, comuna Cămin                 | Malul Crasnei                            | Celtică                                             |                          |                                                | Încărcați imagine | Raportați eroare |
| 136571.02.04                              | Situl arheologic de la Cămin - "Malul Crasnei" / ansamblu anonim (Categorie: locuire) (Tip: Locuire)                                                                              | sat Cămin, comuna Cămin                 | Malul Crasnei                            | scitică sec. V-IV a. Chr                            |                          |                                                | Încărcați imagine | Raportați eroare |
| 136571.02.04                              | Situl arheologic de la Cămin - "Malul Crasnei" / complex anonim (Categorie: locuire) (Tip: groapă)                                                                                | sat Cămin, comuna Cămin                 | Malul Crasnei                            | scitică                                             |                          |                                                | Încărcați imagine | Raportați eroare |
| 136571.02.02                              | Situl arheologic de la Cămin - "Malul Crasnei" / ansamblu anonim (Categorie: locuire) (Tip: Locuire)                                                                              | sat Cămin, comuna Cămin                 | Malul Crasnei                            | Pișcolt - Cehăluț                                   |                          |                                                | Încărcați imagine | Raportați eroare |
| 136571.02.03                              | Situl arheologic de la Cămin - "Malul Crasnei" / ansamblu anonim (Categorie: locuire) (Tip: Locuire)                                                                              | sat Cămin, comuna Cămin                 | Malul Crasnei                            | Gáva                                                |                          |                                                | Încărcați imagine | Raportați eroare |
| 136571.02.01                              | Situl arheologic de la Cămin - "Malul Crasnei" / ansamblu anonim (Categorie: locuire) (Tip: Locuire)                                                                              | sat Cămin, comuna Cămin                 | Malul Crasnei                            | Bodrogkeresztur                                     |                          |                                                | Încărcați imagine | Raportați eroare |
| 137283.01.01                              | Așezarea de la Cămărzana / ansamblu anonim (Categorie: locuire civilă) (Tip: Așezare)                                                                                             | sat Cămărzana, comuna Cămărzana         |                                          |                                                     |                          |                                                | Încărcați imagine | Raportați eroare |
| 136562.02.01                              | Situl arheologic de la Căpleni-Stația de Epurare / ansamblu anonim (Categorie: locuire civilă) (Tip: Așezare)                                                                     | sat Căpleni, comuna Căpleni             | Stația de Epurare                        | Tiszapolgár                                         |                          |                                                | Încărcați imagine | Raportați eroare |
| 136562.02.02                              | Situl arheologic de la Căpleni-Stația de Epurare / ansamblu anonim (Categorie: locuire civilă) (Tip: Așezare)                                                                     | sat Căpleni, comuna Căpleni             | Stația de Epurare                        | Bodrogkeresztur                                     |                          |                                                | Încărcați imagine | Raportați eroare |
| 136562.02.03                              | Situl arheologic de la Căpleni-Stația de Epurare / ansamblu anonim (Categorie: locuire civilă) (Tip: așezare)                                                                     | sat Căpleni, comuna Căpleni             | Stația de Epurare                        | sec. XI - XIII                                      |                          |                                                | Încărcați imagine | Raportați eroare |
| 136562.03.01                              | Așezarea și mormintele de la Căpleni-Tagul lui Rock / ansamblu anonim (Categorie: locuire civilă) (Tip: Așezare)                                                                  | sat Căpleni, comuna Căpleni             | Tagul lui Rock                           | Pișcolt                                             |                          |                                                | Încărcați imagine | Raportați eroare |
| 136562.03.02                              | Așezarea și mormintele de la Căpleni-Tagul lui Rock / ansamblu anonim (Categorie: locuire civilă) (Tip: necropola)                                                                | sat Căpleni, comuna Căpleni             | Tagul lui Rock                           |                                                     |                          |                                                | Încărcați imagine | Raportați eroare |
| 136562.04.01                              | Situl arheologic de la Căpleni- Cantonul CFR / ansamblu anonim (Categorie: locuire civilă) (Tip: Așezare)                                                                         | sat Căpleni, comuna Căpleni             | Cantonul CFR                             | Tiszapolgár                                         |                          |                                                | Încărcați imagine | Raportați eroare |
| 136562.04.02                              | Situl arheologic de la Căpleni- Cantonul CFR / ansamblu anonim (Categorie: locuire civilă) (Tip: Așezare)                                                                         | sat Căpleni, comuna Căpleni             | Cantonul CFR                             | Bodrogkeresztur                                     |                          |                                                | Încărcați imagine | Raportați eroare |
| 136562.05.01                              | Așezarea neolitică de la Căpleni - "Grădinărie II" / ansamblu anonim (Categorie: locuire civilă) (Tip: Așezare)                                                                   | sat Căpleni, comuna Căpleni             | Grădinărie II                            |                                                     |                          |                                                | Încărcați imagine | Raportați eroare |
| 136562.06.01                              | Așezarea neolitică de la Căpleni- Grădinărie I / ansamblu anonim (Categorie: locuire civilă) (Tip: Așezare)                                                                       | sat Căpleni, comuna Căpleni             | Grădinărie I                             | Bodrogkeresztur                                     |                          |                                                | Încărcați imagine | Raportați eroare |
| 138690.03.01                              | Așezarea și necropola de la Ciumești- Silozuri / ansamblu anonim (Categorie: locuire) (Tip: Așezare)                                                                              | sat Ciumești, comuna Ciumești           | Silozuri                                 | Pișcolt                                             |                          |                                                | Încărcați imagine | Raportați eroare |
| 138690.03.02                              | Așezarea și necropola de la Ciumești- Silozuri / ansamblu anonim (Categorie: locuire) (Tip: Necropolă)                                                                            | sat Ciumești, comuna Ciumești           | Silozuri                                 | Tiszapolgár - Bodrogkéresztur                       |                          |                                                | Încărcați imagine | Raportați eroare |
| 138690.04.01                              | Așezarea Bodrogkeresztur de la Ciumești / ansamblu anonim (Categorie: locuire civilă) (Tip: Așezare)                                                                              | sat Ciumești, comuna Ciumești           | Fântâna Pășurii                          | Bodrogkeresztur                                     |                          |                                                | Încărcați imagine | Raportați eroare |
| 136535.04.01 (Cod LMI: SM-II-a-A-05280)   | Castelul Karoly de la Carei / ansamblu Castelul Karoly (Categorie: construcție) (Tip: Castel)                                                                                     | municipiul Carei                        | Bd. 25 Octombrie 1                       | 1794 (pe locul vechii cetăți), transf. parțial 1894 | Arthur Meinig (arhitect) | 47°41′02″N 22°28′02″E / 47.68378°N 22.467317°E | Încărcați imagine | Raportați eroare |
| 137452.01.01 (Cod LMI: SM-II-m-B-05304)   | Biserica "Sfinții Arhanghel Mihail și Gavril" de la Craidorolț / ansamblu Biserica "Sfinții Arhanghel Mihail și Gavril" (Categorie: structură de cult/religioasă) (Tip: Biserică) | sat Craidorolț, comuna Craidorolț       | str. Principală 42                       | 1770                                                |                          |                                                | Încărcați imagine | Raportați eroare |
| 137238.06.01                              | Situl arheologic de la Călinești-Oaș- Strada Horburilor / ansamblu anonim (Categorie: locuire) (Tip: Așezare)                                                                     | sat Călinești-Oaș, comuna Călinești-Oaș | Strada Horburilor                        | Lăpuș                                               |                          |                                                | Încărcați imagine | Raportați eroare |
| 137238.06.03                              | Situl arheologic de la Călinești-Oaș- Strada Horburilor / ansamblu anonim (Categorie: locuire) (Tip: necropola)                                                                   | sat Călinești-Oaș, comuna Călinești-Oaș | Strada Horburilor                        | Lăpuș                                               |                          |                                                | Încărcați imagine | Raportați eroare |
| 137238.06.02                              | Situl arheologic de la Călinești-Oaș- Strada Horburilor / ansamblu anonim (Categorie: locuire) (Tip: Așezare)                                                                     | sat Călinești-Oaș, comuna Călinești-Oaș | Strada Horburilor                        | Gáva                                                |                          |                                                | Încărcați imagine | Raportați eroare |
| 136535.03.01                              | Situl arheologic de la Carei-Drumul Căminului / ansamblu anonim (Categorie: locuire civilă) (Tip: așezare)                                                                        | municipiul Carei                        | Drumul căminului                         | Cernavodă III - Boleraz                             |                          |                                                | Încărcați imagine | Raportați eroare |
| 136535.03.02                              | Situl arheologic de la Carei-Drumul Căminului / ansamblu anonim (Categorie: locuire civilă) (Tip: Mormânt de inhumație)                                                           | municipiul Carei                        | Drumul căminului                         | Celtică                                             |                          |                                                | Încărcați imagine | Raportați eroare |
| 136535.05.01                              | Situl arheologic de la Carei-Bobald II / ansamblu anonim (Categorie: locuire civilă) (Tip: așezare)                                                                               | municipiul Carei                        | Bobald II                                | Baden                                               |                          |                                                | Încărcați imagine | Raportați eroare |
| 136535.05.02                              | Situl arheologic de la Carei-Bobald II / ansamblu anonim (Categorie: locuire civilă) (Tip: Locuire)                                                                               | municipiul Carei                        | Bobald II                                |                                                     |                          |                                                | Încărcați imagine | Raportați eroare |
| 136535.05.03                              | Situl arheologic de la Carei-Bobald II / ansamblu anonim (Categorie: locuire civilă) (Tip: Locuire)                                                                               | municipiul Carei                        | Bobald II                                |                                                     |                          |                                                | Încărcați imagine | Raportați eroare |
| 136535.05.04                              | Situl arheologic de la Carei-Bobald II / ansamblu anonim (Categorie: locuire civilă) (Tip: groapă)                                                                                | municipiul Carei                        | Bobald II                                | gepidică sec. V                                     |                          |                                                | Încărcați imagine | Raportați eroare |
| 138690.05.01                              | Așezarea Bodrogkeresztur de la Ciumești / ansamblu anonim (Categorie: locuire civilă) (Tip: așezare)                                                                              | sat Ciumești, comuna Ciumești           | Râtu Țiganilor                           | Bodrogkeresztur                                     |                          |                                                | Încărcați imagine | Raportați eroare |
| 138690.01.01                              | Așezarea Bodrogkeresztur de la Ciumești / ansamblu anonim (Categorie: locuire civilă) (Tip: așezare)                                                                              | sat Ciumești, comuna Ciumești           | Dealul Cocoșat                           | Bodrogkeresztur                                     |                          |                                                | Încărcați imagine | Raportați eroare |
| 136535.12.01                              | Situl arheologic de la Carei-Sit 2 (Varianta de ocolire a mun. Carei) / ansamblu anonim (Categorie: locuire) (Tip: așezare)                                                       | municipiul Carei                        | Sit 2 (Varianta de ocolire a mun. Carei) | Gava                                                |                          |                                                | Încărcați imagine | Raportați eroare |
| 136535.12.02                              | Situl arheologic de la Carei-Sit 2 (Varianta de ocolire a mun. Carei) / ansamblu anonim (Categorie: locuire) (Tip: necropoă de incinerație)                                       | municipiul Carei                        | Sit 2 (Varianta de ocolire a mun. Carei) |                                                     |                          |                                                | Încărcați imagine | Raportați eroare |
| 136571.01.02 (Cod LMI: SM-I-m-B-05174.02) | Situl arheologic de la Cămin - "Podul Crasnei" / ansamblu anonim (Categorie: locuire) (Tip: Necropolă)                                                                            | sat Cămin, comuna Cămin                 | Podul Crasnei                            | Bodrogkeresztur                                     |                          |                                                | Încărcați imagine | Raportați eroare |
| 136571.01.01 (Cod LMI: SM-I-m-B-05174.01) | Situl arheologic de la Cămin - "Podul Crasnei" / ansamblu anonim (Categorie: locuire) (Tip: Așezare)                                                                              | sat Cămin, comuna Cămin                 | Podul Crasnei                            | Tiszapolgár                                         |                          |                                                | Încărcați imagine | Raportați eroare |